# Заробітні плати високопосадовців США
Заробітні плати високопосадовців у федеральній виконавчій владі Сполучених Штатів Америки виплачуються за так званим Виконавчим табелем (англ. Executive Schedule, 5 U.S.C. §§ 5311–5318). Президент США призначає осіб на посади у виконавчій владі, в більшості випадків на це вимагається згода Сенату. До таких посад відносяться члени кабінету, деякі високопосадовці кожного виконавчого департаменту, директори деяких важливих агентств у складі міністерств або незалежних агентств, деякі члени Виконавчого офісу Президента США.
У «Виконавчому табелі» існують п'ять рівнів оплати, кожному присвоюється номер, який позначається римською цифрою: найбільш високооплачуваним є рівень I, а найменше платять на рівні V. Федеральні закони перелічують які посади підлягають регулюванню Виконавчим табелем і до якого рівня вони відносяться. Також закон надає право Президенту призначати комусь, хто не належить до цього списку, рівень IV або V, але не більше ніж 34 посадовцям.
Деякі типи посад мають тенденцію бути розміщеними на певних рівнях Виконавчого табеля. Наприклад, для міністерств секретарі (міністри) розміщуються на рівні I, їх заступники на рівні II, молодші секретарі зазвичай знаходяться на рівні III. Помічники секретаря, юридичні радники, генеральні інспектори, директори з фінансів та директори з комунікацій переважно перебувають на рівні IV. Директори агентств у складі міністерств або незалежних агентств відрізняються за рівнями оплати, вони можуть бути на рівнях від I до V, а їх підлеглі завжди на рівень нижче них. Лише деякі агентства мають юридичних радників, генеральних інспекторів, директорів з фінансів чи директорів з комунікацій на рівнях IV, як і їхні колеги з міністерств. Заробітні плати державних службовців рангом нижче регулюються іншими нормативами, наприклад нормативами для «Старших виконавчих службовців» (англ. Senior Executive Service).

## Рівні оплати
Станом на 1 січня 2018 року п'ять рівнів оплачувались так:
| Рівень     | Оплата          |
| ---------- | --------------- |
| Рівень I   | 220 000 доларів |
| Рівень II  | 189 600 доларів |
| Рівень III | 174 500 доларів |
| Рівень IV  | 164 200 доларів |
| Рівень V   | 153 800 доларів |

Зарплати, задані у Виконавчому табелі, непрямо впливають на розміри зарплат в інших документах: Генеральний табель, нормативи Старших виконавчих службовців, нормативи Старшого рівня, нормативи Старших закордонних службовців та інші федеральні схеми оплати, так само як і зарплати військовому персоналу, оскільки різні федеральні закон, які встановлюють ці схеми оплати, зазвичай прив'язують максимальний рівень оплати до різних рівнів Виконавчого табеля. Наприклад, ніхто з тих, хто отримує зарплату за Генеральним табелем не може отримувати більше, ніж Рівень IV Виконавчого табеля. Через таке обмеження деякі федеральні службовці на найвищому рівні оплаті не можуть отримувати надбавки до зарплати.

## Рівень I

### Секретарі департаментів (міністри)
- Державний секретар
- Міністр фінансів
- Міністр оборони
- Генеральний прокурор
- Міністр внутрішніх справ
- Міністр сільського господарства
- Міністр торгівлі
- Міністр праці
- Міністр охорони здоров'я і соціальних служб
- Міністр житлового будівництва і міського розвитку
- Міністр транспорту
- Міністр енергетики
- Міністр освіти
- Міністр у справах ветеранів
- Міністр внутрішньої безпеки

### Виконавчий офіс Президента США
- Торговий представник США, з рангом посла
- Директор Офісу менеджменту та бюджету
- Директор Офісу національної політики контролю за наркотиками

### Незалежні агентства
- Комісар Адміністрації соціального захисту
- Голова Федеральної резервної системи
- Директор Національної розвідки

### Інші
- Колишні Президенти США[5]

## Рівень II

### Заступники секретарів (міністрів)
- Заступник міністра сільського господарства
- Заступник міністра оборони
- Заступник міністра освіти
- Заступник міністра енергетики
- Заступник міністра охорони здоров'я і соціальних служб
- Заступник міністра внутрішньої безпеки
- Заступник міністра житлового будівництва і міського розвитку
- Заступник міністра внутрішніх справ
- Заступник Генерального прокурора
- Заступник міністра праці
- Заступник Державного секретаря
- Заступник Державного секретаря з менеджменту та ресурсів
- Заступник міністра транспорту
- Заступник міністра фінансів
- Заступник міністра у справах ветеранів
- Заступник міністра торгівлі

### Інші службовці міністерств
Оборона
- Головний менеджер Міністерства оборони
- Міністр армії
- Міністр військово-морських сил
- Міністр повітряних сил
- Молодший міністр оборони з досліджень та інженерії

Внутрішня безпека
- Молодший міністр внутрішньої безпеки з менеджменту
- Адміністратор Федерального агентства з надзвичайних ситуацій
- Адміністратор Адміністрації транспортної безпеки

Транспорт
- Молодший міністр транспорту з політики
- Адміністратор Федерального авіаційного управління
- Адміністратор Федеральної адміністрації автотрас
- Адміністратор Федеральної транспортної адміністрації

### Виконавчий офіс Президента США
- Голова Ради економічних радників
- Директор Офісу наукової та технологічної політики
- Заступник директора Офісу національної політики контролю за наркотиками
- Заступник директора Офісу менеджменту та бюджету
- Заступник директора із менеджменту Офісу менеджменту та бюджету

### Незалежні агентства
Національна розвідка
- Головний заступник директора Національної розвідки
- Директор Національного контртерористичного центру
- Директор Центрального розвідувального управління
- Директор Національної кримінальної служби

Інші незалежні агентства
- Адміністратор Національного управління з аеронавтики і дослідження космічного простору
- Адміністратор Агентства з міжнародного розвитку
- Директор Офісу управління персоналом
- Адміністратор Управління з охорони довкілля
- Директор Федерального агентства з фінансування житлового будівництва
- Заступник комісара Адміністрації соціального захисту
- Виконавчий директор «Millennium Challenge Corporation»
- Головний бібліотекар Бібліотеки Конгресу
- Директор урядового офісу з публікацій
- Головний аудитор Рахункової палати
- Виконавчий директор «Overseas Private Investment Corporation»
- Голова Комісії ядерного регулювання
- Директор Національного наукового фонду
- Директор Бюро фінансового захисту споживачів
- Члени правління Федеральної резервної системи

## Рівень III

### Молодші міністри
- Молодший міністр сільського господарства з торгівлі та закордонних сільськогосподарських справ
- Молодший міністр сільського господарства з харчування та побутових послуг
- Молодший міністр сільського господарства з природних ресурсів та навколишнього середовища
- Молодший міністр сільського господарства з досліджень, освіти та економіки
- Молодший міністр сільського господарства з безпечності харчових продуктів
- Молодший міністр сільського господарства з маркетингу та регуляторних програм
- Молодший міністр сільського господарства з фермерської промисловості
- Молодший міністр сільського господарства з розвитку сільських територій
- Молодший міністр торгівлі з міжнародної торгівлі
- Молодший міністр торгівлі з економічних справ
- Молодший міністр торгівлі з промисловості та безпеки
- Молодший міністр торгівлі з океанів та атмосфери / Адміністратор Національного управління океанічних і атмосферних досліджень
- Молодший міністр торгівлі з інтелектуальної власності / Директор Офісу з патентів та торгових марок
- Молодший міністр торгівлі зі стандартів та технологій / Директор Національного інституту стандартів і технології
- Молодший міністр оборони з придбання та збереження
- Молодший міністр оборони з політики
- Молодший міністр оборони з аудиту / Головний фінансовий директор
- Молодший міністр оборони з персоналу та підготовки
- Молодший міністр оборони з розвідки
- Молодший міністр армії
- Молодший міністр військово-морських сил
- Молодший міністр повітряних сил
- Молодший міністр освіти
- Молодший міністр енергетики
- Молодший міністр енергетики з науки
- Молодший міністр енергетики з ядерної безпеки / Адміністратор Національної адміністрації з ядерної безпеки
- Молодший міністр внутрішньої безпеки зі стратегії, політики та планів
- Молодший міністр внутрішньої безпеки з науки та технологій
- Молодший міністр внутрішньої безпеки з розвідки та аналізу / Головний розвідник Міністерства внутрішньої безпеки
- Помічник Генерального прокурора
- Генеральний солісітор
- Молодший державний секретар з політичний питань
- Молодший державний секретар з менеджменту
- Молодший державний секретар з економічного зростання, енергетики та навколишнього середовища
- Молодший державний секретар з контролю зброї та міжнародної безпеки
- Молодший державний секретар з публічної дипломатії та зв'язків з громадськістю
- Молодший державний секретар з цивільної безпеки, демократії та прав людини
- Молодший міністр фінансів з внутрішніх фінансів
- Молодший міністр фінансів з міжнародних справ
- Молодший міністр фінансів з тероризму та фінансової розвідки
- Молодший міністр у справах ветеранів з охорони здоров'я
- Молодший міністр у справах ветеранів із забезпечення
- Молодший міністр у справах ветеранів з меморіальних справ

### Інші посадовці міністерств
Міністерство охорони здоров'я і соціальних служб
- Адміністратор Центрів медичної допомоги та медичного догляду

Міністерство внутрішньої безпеки
- Директор служби громадянства та імміграції
- Комісар Прикордонно-митної служби
- Заступник адміністратора Федерального агентства з надзвичайних ситуацій
- Заступник адміністратора з відновлення Федерального агентства з надзвичайних ситуацій

Міністерство юстиції
- Директор Федерального бюро розслідувань
- Адміністратор Управління боротьби з наркотиками

Міністерство транспорту
- Адміністратор Національної адміністрації безпеки дорожнього руху
- Адміністратор Федеральної адміністрації з безпеки автотранспортних перевезень
- Адміністратор Федеральної залізничної адміністрації
- Адміністратор Адміністрації судноплавства
- Адміністратор Адміністрації безпеки трубопроводів та небезпечних матеріалів

Міністерство фінансів
- Аудитор монетарної політики
- Комісар Служби внутрішніх доходів
- Директор Офісу фінансових досліджень
- Незалежний посадовець з страхової експертизи Ради нагляду за фінансовою стабільністю

### Виконавчий офіс Президента США
- Заступник торгового представника США з Європи, Близького Сходу та промислової конкуренції
- Заступник торгового представника США з інвестицій, послуг, зайнятості, навколишнього середовища, Африки, Китаю та західної півкулі
- Заступник торгового представника та Постійний представник США в Світовій організації торгівлі
- Головний сільськогосподарський перемовник
- Головний перемовник з інновацій та інтелектуальної власності
- Адміністратор Федеральної політики закупівель
- Адміністратор Офісу інформації та регуляторних справ
- Адміністратор Офісу електронного урядування / Головний федеральний менеджер з інформації
- Аудитор Офісу федерального фінансового менеджменту
- Заступник директора Офісу національної політики контролю за наркотиками зі зменшення попиту
- Заступник директора Офісу національної політики контролю за наркотиками зі зменшення пропозиції
- Заступник директора Офісу національної політики контролю за наркотиками з місцевих справ та справ рівнів штатів
- Виконавчий секретар Національної космічної ради

### Незалежні агентства
Директори
- Адміністратор Адміністрації загальних служб
- Адміністратор Адміністрації малого бізнесу
- Адміністратор Корпусу миру
- Президент Експортно-імпортного банку
- Директор Федеральної служби посередництва та примирення
- Голова правління Адміністрації кредитування фермерства
- Архіваріус Сполучених Штатів
- Виконавчий директор Федеральної ради з пенсійних ощадних інвестицій
- Директор агентства з торгівлі та розвитку
- Директор Офісу урядової етики
- Реєстратор авторських прав
- Директор Корпорації гарантування пенсійних виплат
- Директор конгресійної дослідницької служби

Заступники директорів
- Заступник директора Центрального розвідувального управління
- Заступник адміністратора Національного управління з аеронавтики і дослідження космічного простору
- Заступник адміністратора Агентства США з міжнародного розвитку
- Заступник директора Національного наукового фонду
- Заступник директора Офісу менеджменту персоналу
- Заступник адміністратора Управління з охорони довкілля
- Заступник головного бібліотекаря Бібліотеки Конгресу

Ради та комісії
- Голова Ради захисту прав працівників
- Голова Федеральної комісії зі зв'язку
- Голова Федеральної корпорації зі страхування внесків
- Голова Федеральної комісії енергетичного регулювання
- Голова Федеральної торгової комісії
- Голова Ради наземного транспорту
- Голова Національної ради робочих відносин
- Голова Комісії з цінних паперів і бірж
- Голова Національної ради з примирення
- Голова Пенсійної ради залізничників
- Голова Федеральної комісії з судноплавства
- Голова Національної ради з безпеки на транспорті
- Голова Національного фонду мистецтв
- Голова Національного фонду гуманітарних наук
- Голова Комісії поштового регулювання
- Голова Комісії з охорони праці та наглядом за здоров'ям
- Голова Комісії з рівних можливостей працевлаштування
- Голова Комісії з безпечності споживчих товарів
- Голова Комісії з торгівлі товарними ф'ючерсами
- Голова Міжнародної торгової комісії
- Голова Комісії з безпеки шахт та наглядом за здоров'ям
- Голова ради Національної кредитної спілки
- Члени Ради з безпеки ядерних оборонних об'єктів
- Члени Комісії ядерного регулювання

## Рівень IV
Не наводяться тут, через їх величезну кількість.

## Рівень V

### Директори агентств
- Директор Служби подорожей
- Координатор з розширення національного експорту
- Директор Агентства передових оборонних дослідницьких проєктів
- Адміністратор Бонневілльської енергетичної адміністрації
- Голова Комісії з врегулювання іноземних позовів
- Уповноважений з професійної реабілітації
- Уповноважений з питань добробуту
- Адміністратор Адміністрації дітей та сімей
- Директор Служби здоров'я індіанців
- Директор Служби рибних ресурсів та дикої природи
- Директор бюро шахт
- Директор Геологічної служби
- Уповноважений з рекламації
- Уповноважений зі справ індіанців
- Директор бюро землеустрою
- Директор Служби національних парків
- Директор Бюро з наркотиків та небезпечних ліків
- Адміністратор Відділу оплати праці та оплати праці та державних контрактів
- Адміністратор Національного агентства столичного транспорту
- Голова Ради з переговорів
- Голова Ради з контролю за підривною діяльністю
- Комісар Федеральної служби постачання
- Комісар Служби громадських будівель
- Члени Комісії з претензій від індіанців
- Директор персоналу Комісії з громадянських прав
- Директор Національного музею США
- Директор Смітсонівської астрофізичної обсерваторії
- Адміністратор Адміністрації наук щодо навколишнього середовища
- Виконавчий директор Дорадчої ради зі збереження історії
- Члени комісії з помилування

### Інші посадовці
- Помічники адміністратора Адміністрації малого бізнесу
- Помічники адміністратора Національного управління з аеронавтики і дослідження космічного простору
- Помічник Генерального прокурора з адміністрування
- Помічник та науковий радник Міністра внутрішніх справ
- Помічник міністра оборони з ядерних, хімічних та біологічних оборонних програм
- Головний юрист Служби внутрішніх доходів
- Заступник комісара Служби внутрішніх доходів
- Заступник головного юриста Міністерства оборони
- Помічник директора Федеральної служби посередництва та примирення
- Помічник директора з волонтерів Корпусу миру
- Помічник директора з волпрограм розвитку та операцій Корпусу миру
- Помічники директора Федерального бюро розслідувань
- Фіскальний помічник міністра фінансів
- Головний юрист Агентства з міжнародного розвитку
- Головний юрист Комісії ядерного регулювання
- Головний юрист Національного управління з аеронавтики і дослідження космічного простору
- Адміністратор з персоналу Міністерства праці
- Члени Ради з переговорів
- Члени Ради з контролю за підривною діяльністю
- Помічник адміністратора Федеральної адміністрації автотрас
- Заступник адміністратора Національної адміністрації безпеки дорожнього руху
- Заступник адміністратора Федеральної адміністрації з безпеки автотранспортних перевезень
- Помічник адміністратора Федеральної адміністрації з безпеки автотранспортних перевезень
- Віцепрезиденти Корпорації із закордонних приватних інвестицій
- Помічник адміністратора Федеральної транспортної адміністрації
- Головний юрист Комісії з рівних можливостей працевлаштування
- Допоміжні менеджери Міністерства енергетики
- Допоміжні менеджери Комісії з ядерного регулювання
- Помічник адміністратора з управління прибережною зоною Національного управління океанічних і атмосферних досліджень
- Помічник адміністратора з рибальства Національного управління океанічних і атмосферних досліджень
- Помічники адміністратора Національного управління океанічних і атмосферних досліджень
- Головний юрист Національного управління океанічних і атмосферних досліджень
- Члени Національної ради робочих відносин
- Головний юрист Національної ради робочих відносин
- Допоміжні менеджери Інституту наукового та технологічного співробітництва
- Допоміжні менеджери Офісу менеджменту та бюджету
- Молодший заступник міністра транспорту
- Головний науковець Національного управління океанічних і атмосферних досліджень
- Заступник адміністратора Управління боротьби з наркотиками

## Посади поставлені на рівні IV та V Президентом
Президент США має можливість поставити не більше 34 посад на рівні оплати IV або V, якщо вважає що це необхідно. Однак, на це вимагається згода Сенату і зміни набувають чинності лише після призначення нової людину на посаду. Всі такі рішення публікуються в урядовому журналі «Federal Register», окрім випадків коли це може нашкодити національній безпеці.
Такі посади Президент США помістив на рівень оплати IV:
- Юридичний радник міністра фінансів
- Заступник молодшого міністра праці з міжнародних трудових справ
- Адміністратор Управління зі зловживання наркотичними речовинами та психічного здоров'я
- Виконавчий секретар Ради національної безпеки США
- Адміністратор Офісу ювенальної юстиції та профілактики правопорушень
- Помічник міністра повітряних сил
- Директор Офісу з допомоги жертвам злочинів
- Директор Бюро юридичної допомоги
- Директор Національного інституту охорони здоров'я
- Члени Ради з хімічної безпеки та небезпечних речовин
- Помічник міністра охорони здоров'я і соціальних служб з допомоги при старінні

Та на рівень оплати V:
- Заступник помічника міністра оборони з резервів
- Юридичний радник міністра праці
- Заступник молодшого міністра освіти
- Комісар Адміністрації корінних американців